# Misanthropic
Misanthropic è un EP del gruppo musicale svedese Dismember, pubblicato nel 1997.

## Tracce
1. Misanthropic - 2:59
2. Pagan Saviour - 3:54 (Autopsy cover)
3. Shadowlands - 3:32
4. Afterimage - 4:23
5. Shapeshifter - 4:39